# 赤谷山
赤谷山（あかたんやま）は、富山県黒部市と中新川郡上市町にまたがる山。標高は2260m。
富山県登山連盟の富山の百山の一つ。

## 概要
剱岳北方稜線上にある山で剱岳の北方、約4kmに位置する。山頂は東側に傾斜した草原で、チングルマやツガザクラが一面に咲き、秋にはチングルマの紅葉が見られる。山頂は眺めがよく北側に毛勝三山が見える。
当山の最初の登山記録は1915（大正4）年の木暮理太郎らによる。1939年には立教大学山岳部、1949年には早稲田大学山岳部による剱岳登山の通過点として登られた。

## 登山
1993年に馬場島経由でブナクラ峠から当山に登る登山道が開通した。また、山頂西側には「しゃくなげの岩屋」というものがある。